# Junonia seitzi
Junonia seitzi är en fjärilsart som beskrevs av Corbet 1937. Junonia seitzi ingår i släktet Junonia och familjen praktfjärilar. Inga underarter finns listade i Catalogue of Life.